# Berberysowce
Berberysowce (Berberidales Dumort.) – rząd roślin wyróżniany w niektórych systemach klasyfikacyjnych roślin okrytonasiennych (np. w systemie Reveala z lat 1993–1999).

## Systematyka
System APG III (2009)
Podobnie jak we wcześniejszych systemach APG (APG I i APG II) rząd ten nie jest wyróżniany, a rośliny tu należące w innych systemach włącza się w randze rodziny berberysowate Berberidaceae do rzędu jaskrowców Ranunculales.
System Reveala (1999)
Klasa: Ranunculopsida
Podklasa: Ranunculidae Juss. – jaskrowe
Rząd: Berberidales Dumort. – berberysowce
Rodzina: Berberidaceae Juss. Gen. Pl.: 286 1789 – berberysowate
Rodzina: Leonticaceae Bercht. & J. Presl
Rodzina: Nandinaceae Horan.
Rodzina: Podophyllaceae DC.
Rodzina: Ranzaniaceae (Kumaz. & Terabayashi) Takht.
System Cronquista (1981)
Rząd nie wyróżniany. Rodzina berberysowatych (Berberidaceae) zaliczona została do rzędu jaskrowców (Ranunculales).